# OKE
OKE (скор. від Operation Kill Everything) — мікстейп американського репера The Game, виданий 8 жовтня 2013 р. Перший проект після залишення Interscope Records. Виконавчі продюсери: Stat Quo, DJ Skee, DJ Base. OKE дебютував на 88-ій сходинці Billboard 200 з результатом у 5 тис. проданих копій за перший тиждень у США. Реліз має платиновий статус на DatPiff (за критеріями сайту), його безкоштовно завантажили понад 308 тис. разів.

## Передісторія
У грудні 2012 Game випустив Jesus Piece, останній альбом за контрактом з Interscope. Незадовго до релізу він разом зі Stat Quo заснував лейбл Rolex Records, який згодом перейменували на The Firm. 7 травня 2013 виконавець повідомив, що він майже завершив запис нового мікстейпу Operation Kill Everything. Пізніше того ж дня Game оприлюднив ремікс на «Bitch Don't Kill My Vibe» Кендріка Ламара, який спочатку вважався першою піснею з релізу. 16 липня 2013 він випустив ремікси на «Versace» Migos і «This D» TeeFlii.
7 жовтня 2013 Game оприлюднив обкладинку мікстейпу, назву котрого цього разу скорочено до OKE. 8 жовтня виконавець анонсував прем'єру мікстейпу ввечері під час SKEE TV діджея SKEE на AXS TV.
Через два дні після ексклюзивного виходу для безкоштовного завантаження на DatPiff делюкс-видання з'явилося на iTunes. Воно містить цифровий буклет і 2 бонус-треки. На останній версії відсутні теґи DatPiff і DJ Skee. У «Hollywood» Game заявляє: «Hub City thugs wit me, buck 50/Reunite with G-Unit, bitch fuck 50». Репер також дисить 50 Cent у «Swerve».

## Список пісень
На делюкс-виданні «Astronaut Pussy» й «Welcome to California» поділено на два окремих треки.
| #   | Назва                                                                                            | Продюсер(и)                 | Тривалість |
| --- | ------------------------------------------------------------------------------------------------ | --------------------------- | ---------- |
| 1.  | «Kill Everything» (з участю Diddy)                                                               | Cardiak, Critacal           | 5:10       |
| 2.  | «Life Is but a Dream» (з участю Elijah Blake)                                                    | V Don                       | 3:43       |
| 3.  | «Astronaut Pussy/Welcome to California» (з участю Schoolboy Q, Skeme, Stacy Barthe та Too Short) | Pops & Pilz                 | 10:46      |
| 4.  | «In the City» (з участю Fred the Godson та Sam Hook)                                             | Sap                         | 3:13       |
| 5.  | «F.I.V.E.» (з участю Chris Brown та Lil Wayne)                                                   | Sap, Cool & Dre             | 2:48       |
| 6.  | «Love on Fire» (з участю Shontelle)                                                              | Amadeus                     | 3:52       |
| 7.  | «Breakfast with Al Pacino»                                                                       | Cool & Dre                  | 3:45       |
| 8.  | «Oh Lord» (з участю Shontelle)                                                                   | Pops                        | 2:35       |
| 9.  | «TD» (з участю Problem)                                                                          | League of Starz             | 3:56       |
| 10. | «Same Hoes» (з участю Nipsey Hussle та Ty$)                                                      | DJ Mustard                  | 3:44       |
| 11. | «Turn Down for What» (з участю Clyde Carson та Problem)                                          | League of Starz             | 3:21       |
| 12. | «Fuck a Bitch» (з участю Elijah Blake, Joe Moses та Nipsey Hussle)                               | League of Starz             | 3:50       |
| 13. | «Compton» (з участю Stat Quo)                                                                    | Sap                         | 3:25       |
| 14. | «Swerve»                                                                                         | 2oolman, Pops               | 4:18       |
| 15. | «Super Throwed» (з участю Juicy J)                                                               | Sap                         | 5:06       |
| 16. | «You Don't Know»                                                                                 | Bird Keys                   | 2:14       |
| 17. | «Just So You Know»                                                                               | Big Duke, JPDidThis1, Yonny | 3:42       |
| 18. | «Maybe in Another Life» (з участю K Roosevelt)                                                   | Pops                        | 3:38       |
| 19. | «Pour Up Remix» (з участю Clyde Carson та Young Jeezy)                                           | Shonuff                     | 3:34       |

| Бонус-треки делюкс-видання | Бонус-треки делюкс-видання      | Бонус-треки делюкс-видання |
| #                          | Назва                           | Тривалість                 |
| -------------------------- | ------------------------------- | -------------------------- |
| 21.                        | «Delete All This Shit» (Outro)  | 0:06                       |
| 22.                        | «Hollywood» (з участю Scarface) | 2:51                       |

## Чартові позиції
| Чарт (2013)               | Найвища позиція |
| ------------------------- | --------------- |
| UK R&B Albums             | 20              |
| США                       | 88              |
| US Top R&B/Hip-Hop Albums | 19              |